# 张鸣岐旧居 (天津英租界)
张鸣歧旧居是原两广总督兼广州将军张鸣岐的住宅。建于1927年，位于当时的天津英租界的大北道（Derby Road）（今和平区贵州路90号），该建筑现为重点保护等级历史风貌建筑和天津市文物保护单位。该建筑现为90鲁菜馆。

## 建筑风格
张鸣岐旧居位于今和平区贵州路和西康路交口的三角地带，为砖木混合结构二层楼房，红瓦屋顶，混水墙面，建筑内部有楼房4间，平房3间，建筑面积达539.59平方米，具有意大利建筑风格的特征。 

## 内部链接
- 张鸣岐旧宅 (天津意租界)